# استیو میسیلیه
استیو میسیلیه (فرانسوی: Steve Missillier‎؛ زادهٔ ۱۲ دسامبر ۱۹۸۴) اسکی‌باز آلپاین اهل فرانسه است.
وی در مسابقات کشوری و بین‌المللی در مجموع برندهٔ ۱ مدال نقره شده‌است.